# Ferrocryptus longicauda
Ferrocryptus longicauda là một loài tò vò trong họ Ichneumonidae.